# Белорусская грамматика Тарашкевича (1929)

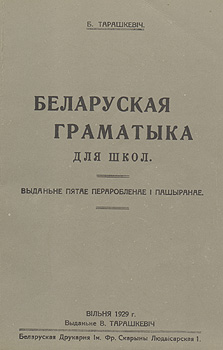
Белорусская грамматика Тарашкевича 1929 года

«Белорусская грамматика для школ» (бел. Беларуская граматыка для школ) — школьная грамматика белорусского языка, обработанная Б. А. Тарашкевичем (1928) и изданная в Вильно (1929). Грамматика являлась пятым в Западной Белоруссии, значительно переделанного и расширенным, изданием школьной грамматики Тарашкевича, изданной в 1918 году.
Изменения и дополнения, внесённые Тарашкевичем, не учитывали постановлений, сделанных Белорусской академической конференцией (1926). Вместе с тем, автор считал, что проблемы «акания» и «правописания чужеземных слов» всё ещё остаются спорными.
Грамматика состояла из двух разделов-«колов», ознакомительного (56 параграфов) и учебного (106 параграфов) характеров.

## Особенности
Впервые в белорусскую грамматику был введён норматив на белорусский латинский алфавит — с использованием «Ł» (звук [л]), «Č», «Š», «Ž» (шипящие звуки), «W» (звук [в]).
Взрывной звук г упоминался как такой, что «…встречается редко и в белорусском письме отмечается буквой г с запятой над ней с правой стороны г’»
Предлагался вариант записи двойного мягкого звука [дз'] в виде «ддз».

## Оценки
Я. Станкевич отметил, что в 5-м издании смысл ряда правил стал противоположным по сравнению с первыми четырьмя, и отметил как отрицательное то, что Тарашкевич не дал научных объяснений своих решений спорных вопросов белорусской грамматики, ни в первых четырех, ни в пятом издании. Вообще, эту грамматику Тарашкевича Станкевич отметил как имеющую много русизмов, полонизмов и варваризмов, критиковал неудачную грамматическую терминологию.